# 周勝之
周勝之（?—?），沛县（今江苏省沛县）人，西汉绛侯，汉朝开国功臣绛武侯周勃的儿子。

## 生平
汉文帝十一年（前169年），周勃去世，周胜之继承了絳侯爵位。周胜之娶文帝的女儿为妻。过了六年，汉文帝後元年（前163年），周勝之与公主感情不睦，又犯下杀人罪，因此封地被废除。绛侯爵位中断了一年，汉文帝封周勝之的弟弟河内郡守周亚夫为条侯，继续绛侯的爵位。

## 家庭
- 父亲：周勃
- 母亲：□氏
- 弟弟：周亚夫
- 弟弟：周坚
- 妻子：刘□（汉文帝之女）